# Heterogynis andalusica
Heterogynis andalusica är en fjärilsart som beskrevs av Daniel 1966. Heterogynis andalusica ingår i släktet Heterogynis och familjen Heterogynidae. Inga underarter finns listade i Catalogue of Life.